# Qəpik

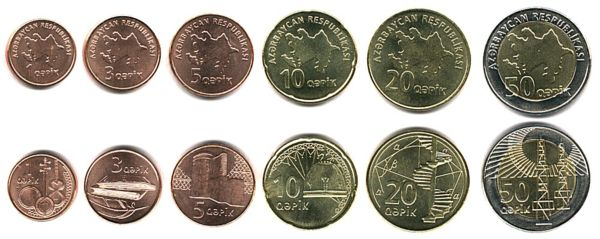
Pièces de monnaie qəpik azerbaïdjanaises. Rangée du haut : avers, rangée du bas : revers.

Le qəpik (prononcé ɡæˈpic) est une unité monétaire de l'Azerbaïdjan, égale à 1⁄100 du manat azerbaïdjanais. La redénomination du manat en 2006 a mis en circulation des pièces de 1, 3, 5, 10, 20 et 50 qəpiks.
Les 1, 3 et 5 qəpiks sont en acier recouvert de cuivre. Les 10 et 20 qəpiks sont en acier recouvert de laiton et le 50 qəpik est bimétallique.
Le mot qəpik est dérivé du mot russe kopeck (копе́йка, de копьё, « lance »), qui était une pièce de monnaie russe depuis l'époque d'Ivan le Terrible au XVIe siècle, et est maintenant la sous-unité monétaire de le rouble russe, la hryvnia ukrainienne, le rouble biélorusse et le rouble transnistrien.